# Berbenno (Bergamo)
Berbenno is een gemeente in de Italiaanse provincie Bergamo (regio Lombardije) en telt 2406 inwoners (31-12-2004). De oppervlakte bedraagt 6,3 km², de bevolkingsdichtheid is 393 inwoners per km².

## Demografie
Berbenno telt ongeveer 924 huishoudens. Het aantal inwoners steeg in de periode 1991-2001 met 7,8% volgens cijfers uit de tienjaarlijkse volkstellingen van ISTAT.
| Jaar | Inwoneraantal |
| ---- | ------------- |
| 1991 | 2197          |
| 2001 | 2368          |
| 2004 | 2406          |

## Geografie
De gemeente ligt op ongeveer 675 m boven zeeniveau.
Berbenno grenst aan de volgende gemeenten: Bedulita, Brembilla, Capizzone, Sant'Omobono Imagna.

## Externe link

Wapen